# Vivek (Musiker)
Vivek (* 30. Juli 1971 als Jürgen Eibl in Schrobenhausen) ist ein deutscher Satsang-Lehrer und  Singer-Songwriter. In dieser Funktion trat er zunächst unter dem Namen Chris Columbus auf. Er ist einer der jüngsten Vertreter des Advaita Vedanta aus der Linie des Ramana Maharshi zu der auch H.W.L. Poonja, und Gangaji gehören.

## Leben
Vivek war zunächst in der Gastronomie erfolgreich unternehmerisch tätig. Der damit verbundene Stress und die hohe Arbeitsbelastung führten ihn an seine physischen und mentalen Grenzen. Seine ersten Versuche der Kompensation machte er mit Sport, was den Zustand der Überlastung noch verschärfte. Erst durch Yoga und eine regelmäßige Meditationspraxis gelang es ihm, den Druck auszugleichen. Mit 30 Jahren erreichte Vivek seine selbstgesteckten Ziele als Unternehmer. Die Erkenntnis, dass ihn diese äußere Zielerreichung nicht glücklich machte und ein ständiges Mangelgefühl bestehen blieb, führte zu der Entscheidung, alles zu verkaufen und hinter sich zu lassen. Er begab sich auf eine Reise um die Welt und zu sich selbst. Er erlernte in einem indischen Ashram den traditionellen Yoga. Bei seinem Aufenthalt am heiligen Berg Arunachala besuchte er den Ashram des Ramana Maharshi und die Satsangs von Mooji. Während dieser Reise erlangte Vivek die klare Erkenntnis seiner selbst. Vivek leitete das Jiyoyoga-Studio und ist Mentor des The-9-Steps ®-Programms zur Selbstheilung.
Er hält europaweit Seminare, Retreats, Meetings (Satsangs) und Einzelsitzungen ab und wird von Menschen aus aller Welt aufgesucht. Vivek bedient sich einer klaren, verständlichen Sprache. Sein Hauptwirkungskreis liegt im Chiemgau in Bayern.

## Lehre
Unser wahres Selbst wird verschleiert durch das Ego. Das Ego ist ein vorgestelltes und erlerntes Selbstbild, mit dem sich der Mensch identifiziert. Dieses vorgestellte „Ich“ wird meistens nicht hinterfragt. Es begrenzt und schränkt ein. Die direkte Erfahrung des „wahren Selbst“, der Wahrheit, wie Vivek es nennt, führt zu der Erkenntnis, dass der Mensch im innersten Wesen bereits frei ist. Die dauerhafte Abwesenheit von Identifikation mit dem Ego wird Erleuchtung genannt und beendet das zwanghafte Denken. Buddha nannte es das „Ende allen Leidens“.

## Musik
Nach dem Verkauf seines Restaurants entstanden 2007 auf seinen Reisen mehr als 20 neue Songs in bayrischer Mundart. 2010
wurde sein erstes Album „Unterwegs zu mir“ bei Südpolmusic veröffentlicht. 2012 erschien Augenblick, produziert von Flo Moser, und im Jahr darauf das dritte Album Ungeniert, mit dem er im Vorprogramm von Konstantin Wecker und Haindling auftrat. Die erste Live-CD war 2015 Life Is Life.
2016 zog er nach Tarifa in Andalusien, wo er neue Songs schrieb und selbst aufnahm. 2018 kehrte er nach Deutschland zurück. Er kam zum Label Sturm & Klang von Konstantin Wecker und legte seinen Künstlernamen Chris Columbus ab.
Am 20. Oktober 2020 trat er gemeinsam mit Konstantin Wecker und anderen Künstlern des Sturm-und-Klang-Labels in einem Streamingkonzert während der Corona-Pandemie auf. Alle sangen ein eigenes und ein Wecker-Lied. Es war das vierte Konzert der Reihe Poesie und Widerstand in stürmischen Zeiten.

## Privates
Der Name Vivek kommt aus dem Sanskrit und bedeutet "der, der den Unterschied kennt zwischen Wahrheit und Illusion".
Vivek ist Vater eines Sohnes (* 2020).

## Veröffentlichungen
als Chris Columbus
- 2010: Unterwegs zu mir (Südpolmusic)
- 2012: Augenblick (Südpolmusic)
- 2014: Ungeniert (Südpolmusic)
- 2015: Life Is Live (Südpolmusic)

als Vivek
- 2018: Solo (Sturm & Klang)
- 2021: So a saudummer Tag (Single, Sturm & Klang)